# پیتر وال
پیتر وال (انگلیسی: Peter Wall؛ زادهٔ ۱۳ سپتامبر ۱۹۴۴) یک بازیکن فوتبال حرفه‌ای انگلیسی بازنشسته بوده که در پست دفاع در انگلستان و آمریکا بازی می‌کرد. 
از باشگاه‌هایی که در آن بازی کرده‌است می‌توان به باشگاه فوتبال رکسهام، باشگاه فوتبال شروزبری تاون، باشگاه فوتبال کریستال پالاس، باشگاه فوتبال لیورپول، و باشگاه فوتبال لیتون اورینت اشاره کرد.